# Lumbrineris setosa
Lumbrineris setosa är en ringmaskart som beskrevs av Hartmann-Schröder 1987. Lumbrineris setosa ingår i släktet Lumbrineris och familjen Lumbrineridae. Inga underarter finns listade i Catalogue of Life.